# Магальянес (департамент)
Департамент Магальянес  (исп. Departamento de Magallanes) — департамент в Аргентине в составе провинции Санта-Крус.
Территория — 19805 км². Население — 9202 человек. Плотность населения — 0,50 чел./км².
Административный центр — Пуэрто-Сан-Хулиан.

## География
Департамент расположен на востоке провинции Санта-Крус.
Департамент граничит:
- на севере — с департаментом Десеадо
- на востоке — с Атлантическим океаном
- на юге — с департаментом Корпен-Айке
- на западе — с департаментом Рио-Чико

## Административное деление
Департамент включает 1 муниципалитет:
- Пуэрто-Сан-Хулиан

## Важнейшие населенные пункты[3]
| № | Населённый пункт  | Населённый пункт (исп.) | Категория | Население чел. (2010) | На карте                        |
| - | ----------------- | ----------------------- | --------- | --------------------- | ------------------------------- |
| 1 | Пуэрто-Сан-Хулиан | Puerto San Julián       | город     | 7894                  | 49°18′25″ ю. ш. 67°43′43″ з. д. |